# Hellraiser 8: Hellworld
Hellraiser 8: Hellworld är en amerikansk skräckfilm från 2005, i regi av Rick Bota. Manuset är baserat på novellen "Dark Can't Breathe" av Joel Soisson.

## Handling
Chelsea, Allison, Derrick och Mike är alla beroende av dataspelet Hellworld. I filmens början närvarar de vid sin vän och medspelare Adams begravning, efter att denne tros ha tagit livet av sig. Två år senare närvarar gruppen vid en fest på Hellworld-tema, där märkliga och obehagliga händelser börjar äga rum. De får var sin mobiltelefon, och får möjlighet att utforska den herrgård där festen utspelar sig. Snart uppenbarar sig dock de från de många tidigare Hellraiser-filmerna välkända cenobiterna, och börjar ta livet av festdeltagarna.